# Oxana Wladimirowna Kuschtschenko
Oxana Wladimirowna Kuschtschenko (russisch Окса́на Влади́мировна Ку́щенко; bei der FIS nach englischer Transkription Oksana Kushenko; * 18. Februar 1972 in Moskau) ist eine ehemalige russische Freestyle-Skierin. Sie war auf die nicht mehr ausgetragene Disziplin Ballett (Acro) spezialisiert. In dieser Disziplin wurde sie 1997 Weltmeisterin. Daneben gewann sie vier Einzelwettkämpfe im Weltcup.

## Biografie
Oxana Kuschtschenko nahm 1990 an den internationalen Jugendmeisterschaften am Pyhätunturi teil und gewann die Silbermedaille im Ballett. Ihr Debüt im Freestyle-Skiing-Weltcup gab sie im Dezember desselben Jahres im Alter von 18 Jahren. Bei ihren ersten Weltmeisterschaften in Lake Placid schaffte sie es nicht ins Finale und belegte Rang 17. Nach vereinzelten Starts ohne auffällige Ergebnisse gewann sie im Dezember 1993 in Tignes erstmals einen Weltcup, indem sie sich gegen die US-Amerikanerin Ellen Breen durchsetzte. In der Folge gelang es ihr, sich konstant unter den besten zehn klassieren, in der Disziplinenwertung musste sie sich jedoch Breen und später ihrer überlegenen Teamkollegin Jelena Batalowa geschlagen geben.
Nachdem Titelverteidigerin Batalowa bei den Weltmeisterschaften 1997 in Japan wetterbedingt an der Finalqualifikation gescheitert war, konnte Kuschtschenko in Abwesenheit ihrer Landsfrau die Goldmedaille gewinnen. Zwei Jahre später gewann sie in Meiringen-Hasliberg hinter einer weiteren Teamkollegin, Natalija Rasumkowskaja, noch die Silbermedaille. Ihren letzten von insgesamt vier Weltcupsiegen feierte sie im Februar 1999 in Ovindoli. Nach Streichung des Balletts aus dem Weltcup-Kalender beendete sie im März 2000 ihre aktive Karriere. Im allerletzten Wettkampf wurde sie Vierte.
Kuschtschenko ist Absolventin der Pädagogischen Staatlichen Universität und arbeitet als freiberufliche Sportjournalistin für Radio Majak.

## Erfolge

### Weltmeisterschaften
- Lake Placid 1991: 17. Ballett
- La Clusaz 1995: 4. Ballett
- Nagano 1997: 1. Ballett
- Meiringen-Hasliberg 1999: 2. Ballett

### Weltcupwertungen
| Saison  | Gesamt | Gesamt | Ballett | Ballett |
| Saison  | Platz  | Punkte | Platz   | Punkte  |
| ------- | ------ | ------ | ------- | ------- |
| 1990/91 | 69.    | 0      | 24.     | 3       |
| 1993/94 | 8.     | 96     | 2.      | 764     |
| 1994/95 | 10.    | 93     | 2.      | 648     |
| 1995/96 | 9.     | 92     | 3.      | 644     |
| 1996/97 | 6.     | 97     | 2.      | 676     |
| 1997/98 | 3.     | 96     | 2.      | 384     |
| 1998/99 | –      | –      | 3.      | 172     |

### Weltcupsiege
Kuschtschenko errang im Weltcup 32 Podestplätze, davon 4 Siege:
| Datum             | Ort                   | Land       | Disziplin |
| ----------------- | --------------------- | ---------- | --------- |
| 10. Dezember 1993 | Tignes                | Frankreich | Ballett   |
| 13. Januar 1997   | Lake Placid           | USA        | Ballett   |
| 19. Februar 1997  | Kirchberg             | Österreich | Ballett   |
| 13. März 1998     | Altenmarkt-Zauchensee | Österreich | Ballett   |

### Weitere Erfolge
- Russische Meisterin im Skiballett 1992[2]
- Vizeeuropameisterin im Skiballett 1992
- Silber bei den internationalen Jugendmeisterschaften im Skiballett 1990
- 2 Siege in FIS-Bewerben